# Канцлер российских императорских и царских орденов
Канцлер российских императорских и царских орденов — должность существовавшая во времена Российской империи.
При объединении в 1797 году администраций орденов Святого Андрея Первозванного, Святой Екатерины, Святого Александра Невского и Святой Анны в одном Российском кавалерском ордене его старшему официалу было присвоено звание канцлера, причем определено было, что он должен быть назначаем из кавалеров ордена Святого Андрея Первозванного.
С 1798 года Российский кавалерский орден стал официально именоваться Орденским капитулом, в дальнейшем в официальных документах использовалось также именование Капитул российских орденов.
В 1831 году к орденам Российской империи были причислены ордена Царства Польского — Св. Станислава и Белого орла, эти ордена стали подведомственны Капитулу российских орденов. В связи с этим с 1832 года Капитул стал официально именоваться Капитулом российских императорских и царских орденов. Соответственно в это же время возникла должность канцлера российских императорских и царских орденов.
В 1833 году канцлеру российских императорских и царских орденов был присвоен особый знак: трость чёрного дерева с белым из слоновой кости набалдашником.
Когда в 1842 году капитул орденов был присоединен к Министерству императорского двора, должность Канцлера российских императорских и царских орденов слилась с должностью министра двора.
По уставу от 24 сентября 1844 года Канцлер российских императорских и царских орденов не подчинялся никакому высшему правительственному месту и ни от кого, кроме императора, предписаний не получал. Канцлер российских императорских и царских орденов был главный начальник капитула орденов. Он контрасигнирует грамоты на ордена, которые выдаются за собственноручным государя императора или государыни императрицы подписанием, сам же он (а в отсутствие его — обер-церемониймейстер) подписывал грамоты на пожалование орденами: Белого Орла, Святого Владимира второй степени, Святой Анны первой степени и Святого Станислава первой степени и второй степени со звездой.
Функции канцлера российских императорских и царских орденов значительно расширились с учреждением в 1892 году под его председательством комитета для рассмотрения представлений к высочайшим наградам, который с образованием в 1894 году инспекторской части гражданского ведомства был преобразован в Комитет о службе чинов гражданского ведомства и о наградах.
С 1797 года канцлерами орденов были: князь Н. В. Репнин (1797—1802), князь А. Б. Куракин (1802—1819), А. Л. Нарышкин (1819—1826), князь А. Б. Куракин (1826—1829), князь А. Н. Голицын (1830—1842), князь П. М. Волконский (1842—1852), граф В. Ф. Адлерберг (1852—1870), граф А. В. Адлерберг (1870—81), гр. И. И. Воронцов-Дашков (с 1881 года).